# Fortificazioni della città metropolitana di Torino
(Edmondo De Amicis a proposito del forte di Fenestrelle)
Le fortificazioni della città metropolitana di Torino relative a tutte le epoche sono numerose a causa della posizione geografica strategica del territorio e alle numerose vie di comunicazione con la Francia che esso possiede (traforo del Frejus, colle del Moncenisio, colle del Monginevro).
Soprattutto a partire dal XVIII secolo, quando i territori francesi al di qua delle Alpi (Alta valle di Susa e val Chisone) passarono sotto il dominio dei Savoia, e in seguito alle sanguinose battaglie legate alla guerra di Successione Spagnola (assedio di Torino del 1706) e alla guerra di Successione austriaca (battaglia dell'Assietta del 1747), si sentì la necessità di costruire opere che potessero sbarrare ai francesi l'accesso a Torino.

In seguito all'Unità d'Italia e al deteriorarsi dei rapporti con la Francia sul finire del XIX secolo l'intervento fortificatorio riprese vigore.
La prima guerra mondiale vide, al contrario, un progressivo smantellamento delle opere con lo spostamento sul fronte austriaco delle principali bocche da fuoco.
La fortificazione del confine però ricominciò con l'ascesa del fascismo e la costruzione del cosiddetto Vallo Alpino.
Durante la seconda guerra mondiale le opere a ridosso del confine parteciparono all'attacco italiano del giugno 1940, supportandolo con un intenso fuoco di copertura; sul finire del conflitto molte fortificazioni furono teatro di durissimi scontri tra formazioni partigiane e contingenti tedeschi e della R.S.I. che avevano rioccupato le postazioni dopo l'armistizio del settembre 1943.
Al termine del conflitto alcune opere passarono in mano francese, in seguito alle rettifiche di confine, mentre altre, come prevedevano le clausole armistiziali, furono distrutte.
Oggi alcune tra le opere maggiori sono state oggetto di restauro e sono aperte al pubblico.
Qui di seguito si riporta la lista delle fortificazioni principali presenti nella città metropolitana di Torino, dalla quale sono escluse tutte le opere di età medioevale.
Per una più facile consultazione le varie opere sono raggruppate secondo la piazzaforte di riferimento.

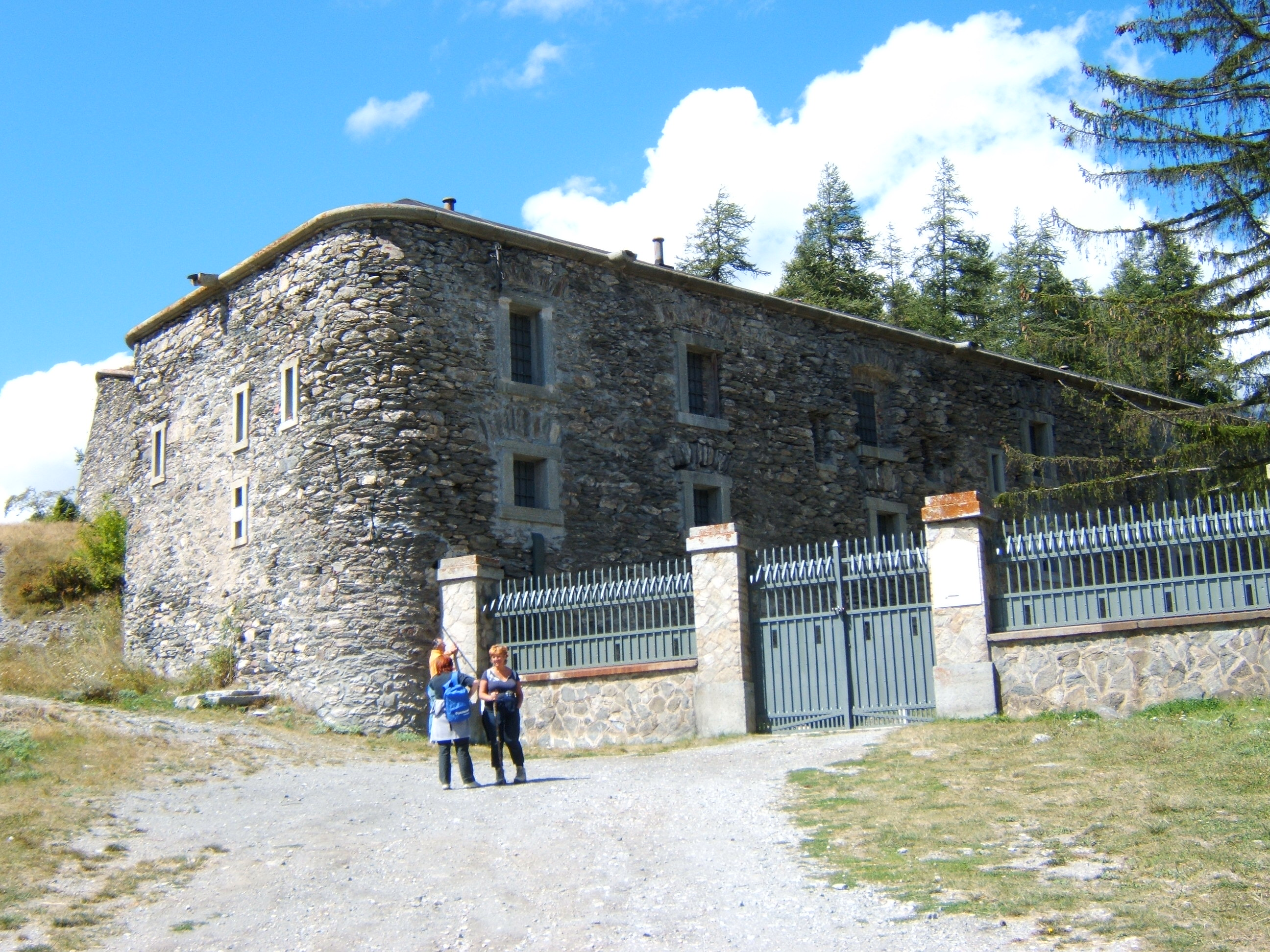
Entrata principale del forte Bramafam

## Piazza di Bardonecchia
Il territorio di Bardonecchia era uno dei più importanti nel quadro del dispositivo fortificato alpino, presentandosi come un vero e proprio saliente all'interno del territorio francese. Inoltre la presenza a Bardonecchia dell'uscita italiana del traforo ferroviario del Frejus, giocò fin dall'inizio un importante ruolo strategico. I primi interventi fortificatori furono infatti rivolti alla protezione dell'importante via di comunicazione. In seguito si procedette alla difesa dei valichi alpini del Fréjus e di Rochemolles. Durante l'attacco del giugno 1940 le opere del settore furono chiamate numerose volte a supportare con tiri di controbatteria e fiancheggiamento le azioni dei fanti italiani.
Opere della piazza di Bardonecchia:
- Forte Bramafam, Val di Susa
- Caserma difensiva del Frejus, Val di Susa
- Forte Pramand, Val di Susa
- Forte Föens, Val di Susa
- Forte Jafferau, Val di Susa
- Opere delle Quattro Sorelle, Val di Susa
- Caposaldo Rochemolles, Val di Susa

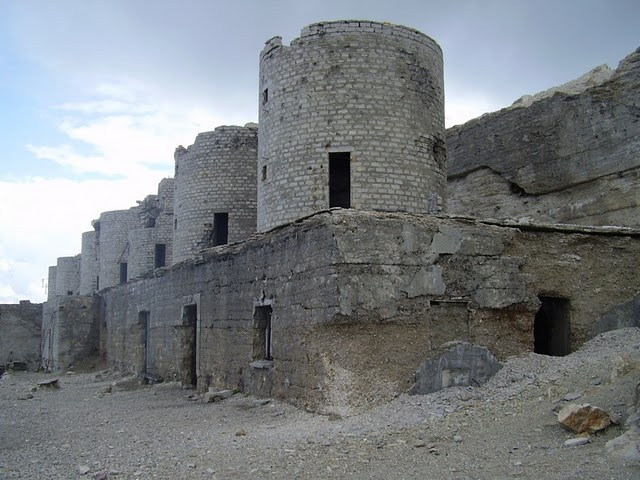
Resti della batteria dello Chaberton.

## Piazza di Cesana
La zona di Cesana Torinese acquisì una grande importanza strategica in seguito all'apertura della strada carrozzabile del Monginevro. Verso la fine dell'800 si procedette alla costruzione di numerose opere minori volte a sbarrare il passaggio attraverso l'importante asse viario. Nei primi anni del Novecento cominciò la costruzione dell'opera sul monte Chaberton, dando al settore di Cesana anche una spiccata vocazione offensiva, che si concretizzò con i pesanti scontri di artiglieria del giugno 1940 che portarono però alla distruzione della Batteria dello Chaberton.
Opere della Piazza di Cesana:
- Batteria dello Chaberton, Val di Susa
- Sbarramento di Clavière, Val di Susa
- Batterie del Petit Vallon, Val di Susa
- Forte di Champlas Séguin, Val di Susa

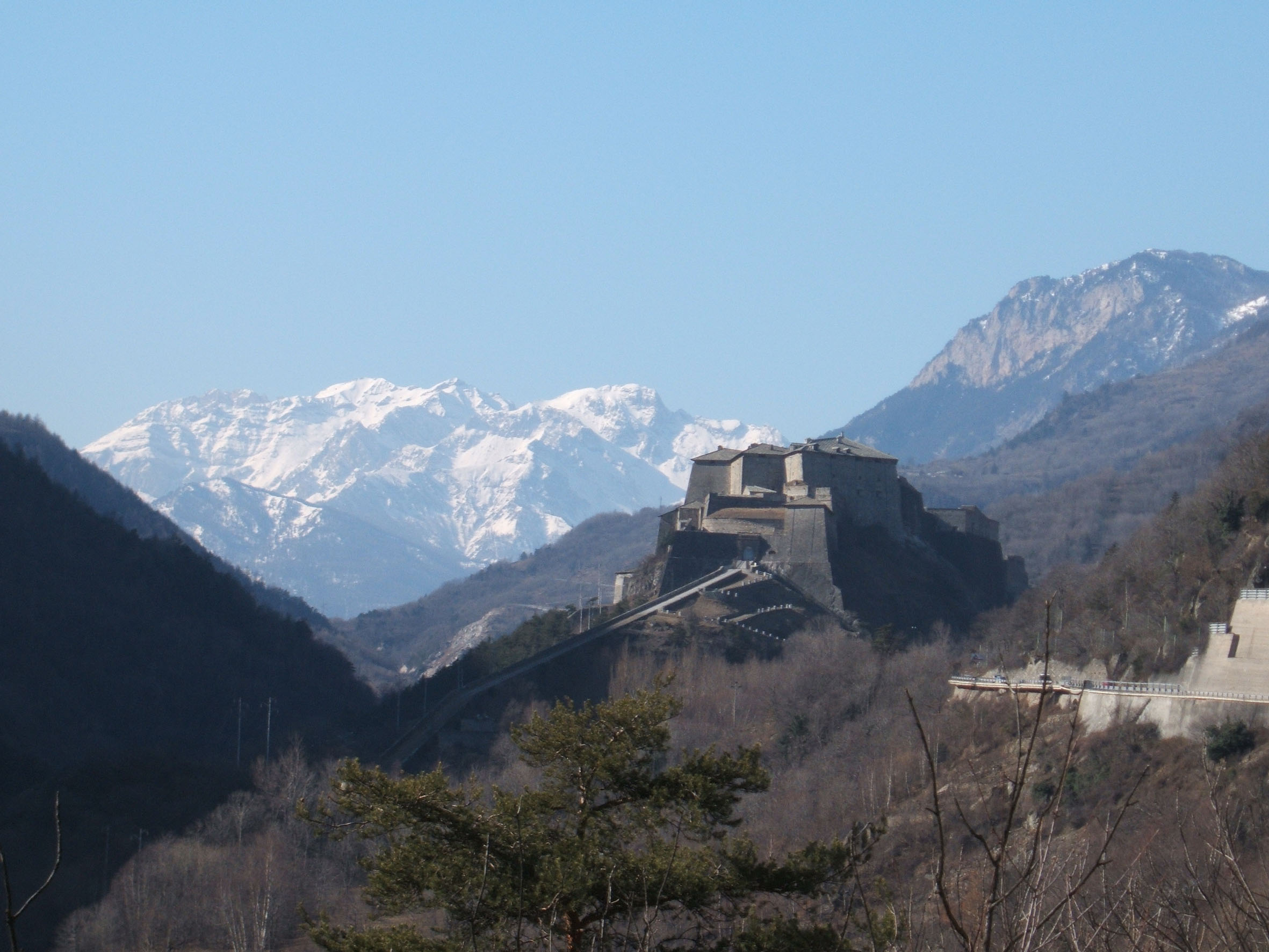
Il Forte di Exilles

## Piazza di Exilles
Il paese di Exilles era situato ai confini del Delfinato e fin dal medioevo fu oggetto di importanti lavori di fortificazione che portarono, nel XVII secolo alla costruzione dell'omonimo forte. Passato ai Savoia nel 1713 il forte subì numerosi restauri e ammodernamenti e fu affiancato da numerose opere minori a suo sostegno. In seguito alla costruzione delle opere nella zona di Bardonecchia il settore perse importanza, venendo disarmato durante la Prima Guerra Mondiale.
Opere della Piazza di Exilles:
- Forte di Exilles, Val di Susa
- Forte Sapé, Val di Susa
- Fortino di Serre la Garde, Val di Susa

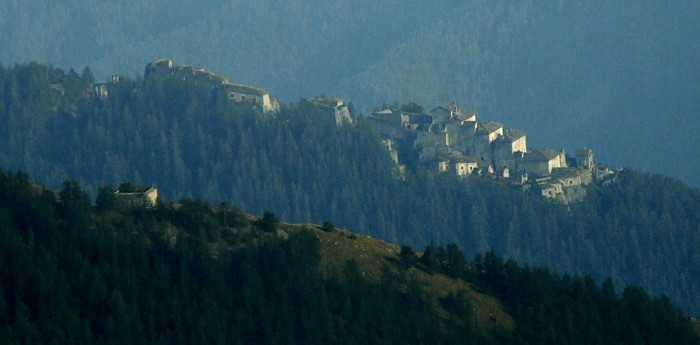
Visione d'insieme del forte di Fenestrelle, già monumento simbolo della Provincia di Torino

- Forte Fenil, Val di Susa

## Piazza di Fenestrelle e dell'Assietta
La val Chisone passò sotto controllo dei Savoia nel 1713 in seguito al trattato di Utrecht e fu subito oggetto di importanti interventi fortificatori per bloccare un possibile ritorno francese. La costruzione del complesso di forti di Fenestrelle (detto la "Grande muraglia piemontese") rientra all'interno di queste azioni.
Per evitare che il nemico agirasse i forti di Exilles e di Fenestrelle passando lungo la linea dello spartiacque tra val Susa e valle Chisone fu deciso, alla fine del XIX secolo, di costruire una serie di opere a presidio del colle dell'Assietta e del colle delle Finestre, collegate tra loro da una rotabile e da una serie di numerose mulattiere. Questa piazza non ebbe mai il battesimo del fuoco, ma fu ugualmente molto importante grazie al suo ruolo "dissuasivo".
Opere della piazza di Fenestrelle e dell'Assietta:
- Forte di Fenestrelle, Val Chisone
- Forte di Serre Marie, Val Chisone
- Forte del Colle delle Finestre, Val Chisone
- Forte del Gran Serin, Val Chisone
- Batteria del Monte Gran Costa, Val Chisone

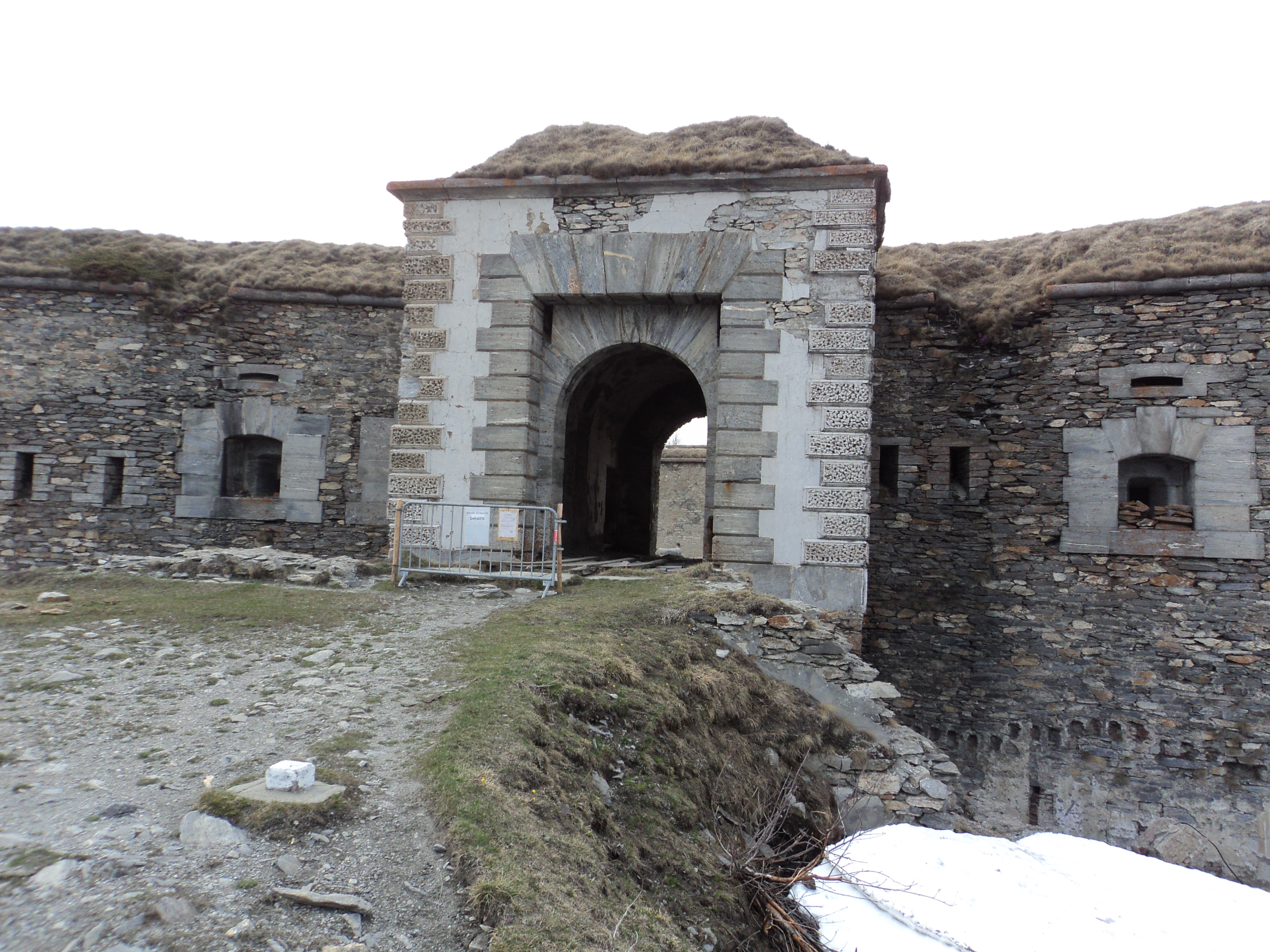
Ingresso del forte Varisello al Moncenisio.

- Batteria del Mottas, Val Chisone
- Forte Moutin, Val Chisone

## Piazza del Moncenisio
Il settore del colle del Moncenisio rappresentava uno dei più importanti di tutte le Alpi a causa dell'importante asse viario che lo attraversava, dando rapido accesso tramite la Val di Susa alla Pianura Padana. Fin dall'unità di Italia, quando divenne zona di frontiera con la Francia in seguito alla cessione della Savoia, fu oggetto di importanti ed estesi lavori di fortificazione che si protrassero fino al 1943. 
Durante l'attacco italiano del giugno 1940 le postazioni del Moncenisio ingaggiarono pesanti scontri di artiglieria con le opere francesi del settore e supportarono l'avanzata italiana che però, scontrandosi con una fortissima resistenza francese, fu ben presto bloccata. Nel 1943 le opere maggiori furono occupate da truppe tedesche e della R.S.I. e furono oggetto di pesanti scontri nell'aprile del 1945 con le formazioni partigiane. In occasione di questi scontri nessuna opera cadde nelle mani degli assalitori, dimostrando l'efficacia del sistema difensivo del settore.
In seguito alle clausole del trattato di Parigi del 1947 l'intera zona è oggi territorio francese.
Opere della Piazza del Moncenisio:
- Forte Varisello, Moncenisio
- Forte Cassa, Moncenisio
- Forte Roncia, Moncenisio
- Batteria Paradiso, Moncenisio
- Batteria La Court, Moncenisio
- Batteria Pattacroce, Moncenisio
- Caserma difensiva del Malamot, Moncenisio

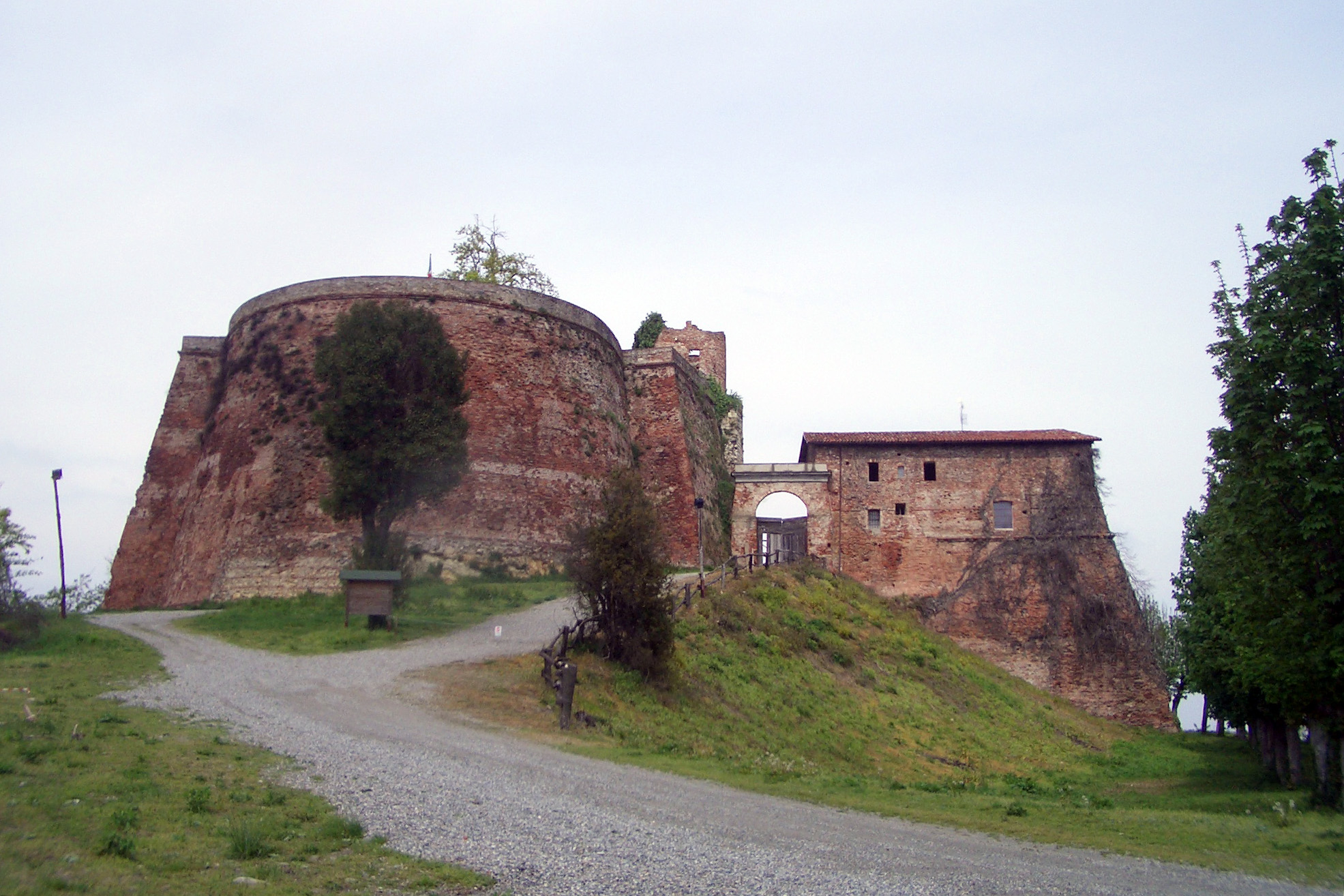
Fortezza di Verrua Savoia

- Forte Pampalù, Mompantero

## Altre opere
Oltre alle opere che abbiamo visto sopra, che erano tutte in efficienza fino al secondo conflitto mondiale, vi sono altre fortificazioni, quasi tutte abbandonate in epoca più antica, ma che meritano ugualmente di essere segnalate:
- Cittadella di Torino, Torino
- Forte Pastiss, Torino
- Rocca di Verrua, Verrua Savoia
- Forte della Brunetta, Susa
- Forte San Moritio, Val Sangone